# 菊地優里
菊地 優里（きくち ゆうり 1995年1月4日 - ）は、日本のタレント、グラビアアイドルである。
愛知県出身。

## 人物
- 趣味：映画鑑賞・音楽鑑賞
- 特技：クラシックバレエ・バスケットボール
- 目標とする芸能人：佐々木希
- 好きな男性のタイプ：オトナなのに子どもっぽい人
- 妹が1人いる[2]。

## 略歴
- 2014年7月　ショートドラマ「ニコ生TPOを守りましょう」生徒 役
- 2014年7月　東京ファッションコレクション「六本木大革命」[2]
- 2014年9月　関西コレクション京セラドームAUTUMUN＆WINTTER出演
- 2014年9月 ミスFLASH2015候補生（ファイナリスト進出ならず）[1]
- 2014年10月　東京ボーイズコレクション
- 2014年12月 ZAK THE QUEEN 2014年度グランプリに選ばれる
- 2015年　劇場公開映画「やるっきゃ騎士」
- 2015年　劇場公開映画「東京闇虫パンドラ」